# 20271 Allygoldberg
A 20271 Allygoldberg (ideiglenes jelöléssel 1998 FK32) a Naprendszer kisbolygóövében található aszteroida. A LINEAR projekt keretében fedezték fel 1998. március 20-án.